# Suy nhược cơ thể
Suy nhược cơ thể, y học dân tộc cổ truyền gọi là chứng hư lao, là chứng bệnh thường gặp ở những người có sức khoẻ bị suy yếu do bẩm sinh, do quá trình dinh dưỡng kém, do mắc các bệnh mãn tính, hoặc mới bắt đầu khôi phục sau khi mắc các bệnh cấp tính nặng.

## Triệu chứng
Các triệu chứng thường gặp khi bị suy nhược cơ thể là: người mệt mỏi, hay hoa mắt, chóng mặt, đau đầu, ù tai, làm việc kém hiệu quả, nhanh mệt, ăn kém, ngủ kém...

## Nguyên nhân

### Do bẩm sinh
Trong thời kỳ thai nghén, người mẹ không được ăn uống đầy đủ, mắc các bệnh cấp tính hay ngộ độc khi dùng thuốc... làm ảnh hưởng tới tạng địa của thai nhi. Sau khi đẻ lại không được nuôi dưỡng tốt, điều hoà tinh huyết không đầy đủ làm ảnh hưởng đến tinh, khí, huyết của các tạng phủ, nhất là tạng thận, làm ảnh hưởng đến quá trình phát dục của trẻ, dẫn đến tình trạng như: trí tuệ chậm phát triển, chậm biết đi, chậm mọc răng, sau này có thể bị nhược thể không năng động.

### Do ăn uống không điều hòa
Ăn uống quá thiếu thốn hoặc ăn quá nhiều chất bổ, béo, cay, ngọt... làm ảnh hưởng đến công năng vận hoá của tỳ vị. Tỳ vị không vận hoá được thủy cốc đẫn đến khí, huyết, tân dịch giảm sút và từ đó tiếp tục đưa đến sự rối loạn công năng của các tạng phủ khác.

### Quá sức
Lao động quá sức, hay phòng dục quá độ làm tinh, khí, thần bị giảm sút, dẫn đến hoạt động của các tạng tâm, tỳ, phế, thận... bị suy kém.

### Mắc bệnh cấp hoặc mãn tính
Sau khi mắc các bệnh cấp tính nặng hoặc mắc các bệnh mãn tính làm âm, dương, khí huyết và tân dịch đều bị ảnh hưởng làm rối loạn hoạt động của các tạng phủ mà dẫn đến bệnh.